# Daniels Pavļuts
Daniels Pavļuts, né le 14 mai 1976 à Jurmala, est un homme politique et homme d'affaires letton.
De 2021 à 2022, il est ministre de la Santé.

## Biographie
Il a été secrétaire d'État au ministère de la Culture entre 2003 et 2006, avant de devenir, en 2010, directeur des affaires de la société de la Swedbank.
Le 25 octobre 2011, il est nommé ministre des Affaires économiques de Lettonie sur proposition du Parti réformateur (RP), dont il n'est pas membre. Lors de la formation du gouvernement Straujuma I le 22 janvier 2014, il cède son poste à le libéral Vjačeslavs Dombrovskis et quitte l'exécutif.
Il devient ministre de la Santé dans le premier gouvernement d'Arturs Krišjānis Kariņš au titre du parti Développement/Pour ! (AP) le 7 janvier 2021.